# Montaldo di Mondovì
Pour les articles homonymes, voir Montaldo.
Montaldo di Mondovì (en français Montaud de Mondovi) est une commune italienne de la province de Coni dans la région Piémont en Italie.

## Administration
| Période                                  | Période | Identité | Étiquette | Qualité |
| ---------------------------------------- | ------- | -------- | --------- | ------- |
|                                          |         |          |           |         |
| Les données manquantes sont à compléter. |         |          |           |         |

### Communes limitrophes
Frabosa Soprana, Monastero di Vasco, Roburent, Torre Mondovì, Vicoforte

## Personnalités
- Francesco Regis (1749-1811), philologue italien, est né à Montaldo di Mondovì.